# FS Heincke
Le FS Heincke est un navire océanographique allemand   (FS, en allemand : Forschungsschiff), propriété de la République fédérale d'Allemagne, représentée par le ministère fédéral de l'Éducation et de la Recherche. Le navire est exploité par l'Institut Alfred Wegener pour la recherche polaire et marine à Bremerhaven. Le gestionnaire nautique est le Briese Schiffahrts GmbH & Co. KG (de) à Leer.
Le Heincke est le sister-ship du navire de recherche océanographique FS Alkor, basé au centre IFM-GEOMAR Leibniz-Institut für Meereswissenschaften de Kiel.
Le navire porte le nom du directeur fondateur de l’Institut royal de biologie de Heligoland, Friedrich Heincke (1852-1929), qui a donné son nom au premier Heincke, construit en 1968 et mis hors service en 1990. Heincke fut de 1891 à 1921 directeur du BAH.

## Description
Le navire, mis en service en 1990, est utilisé pour des recherches géophysiques et hydrographiques et est conçu pour des voyages d’une durée maximale de 30 jours et de 4.000 milles marins. Il a été construit en 1989/90  pour groupe Hegemann appartenant à la société Detlef Hegemann Rolandwerft GmbH & CO. KG à Berne. La pose de la quille du navire a eu lieu le 22 mai 1989 et le lancement le 17 avril 1990. L'achèvement a eu lieu en juin 1990. Les coûts de construction se sont élevés à environ 16 millions d'euros.
La propulsion du navire est diesel-électrique. Le moteur d'entraînement est un moteur électrique du fabricant Lloyd Dynamowerke d'une puissance de 1.100 kW , qui agit sur une hélice fixe. Le navire atteint une vitesse maximale de 12 nœuds. En outre, il dispose d'un propulseur d'étrave.
Trois groupes électrogènes diesel, alimentés par des moteurs MAN SE de 532 kW chacun, sont disponibles pour la production d'électricité. Les groupes électrogènes ont été installés chez MWB Motorenwerke Bremerhaven lors d'un chantier naval de deux mois fin 2014/début 2015 et remplacent les anciens groupes électrogènes par des moteurs Deutz AG-MWM . De plus, un diesel auxiliaire (195 kVA) et un générateur de secours (40 kVA) sont disponibles. Les moteurs MAN sont équipés de filtre à particules avec purification des gaz d'échappement.
Le navire, qui est en mer environ 200 jours par an, a un rayon de mission d’environ 7.500 milles marins et peut donc rester en mer jusqu’à 30 jours sans interruption. Il dispose de quatre laboratoires (laboratoire humide, sec, thermique et polyvalent), de treuils , de grues (y compris une perche pivotante) et d’un sonar à des fins de recherche.

## Galerie

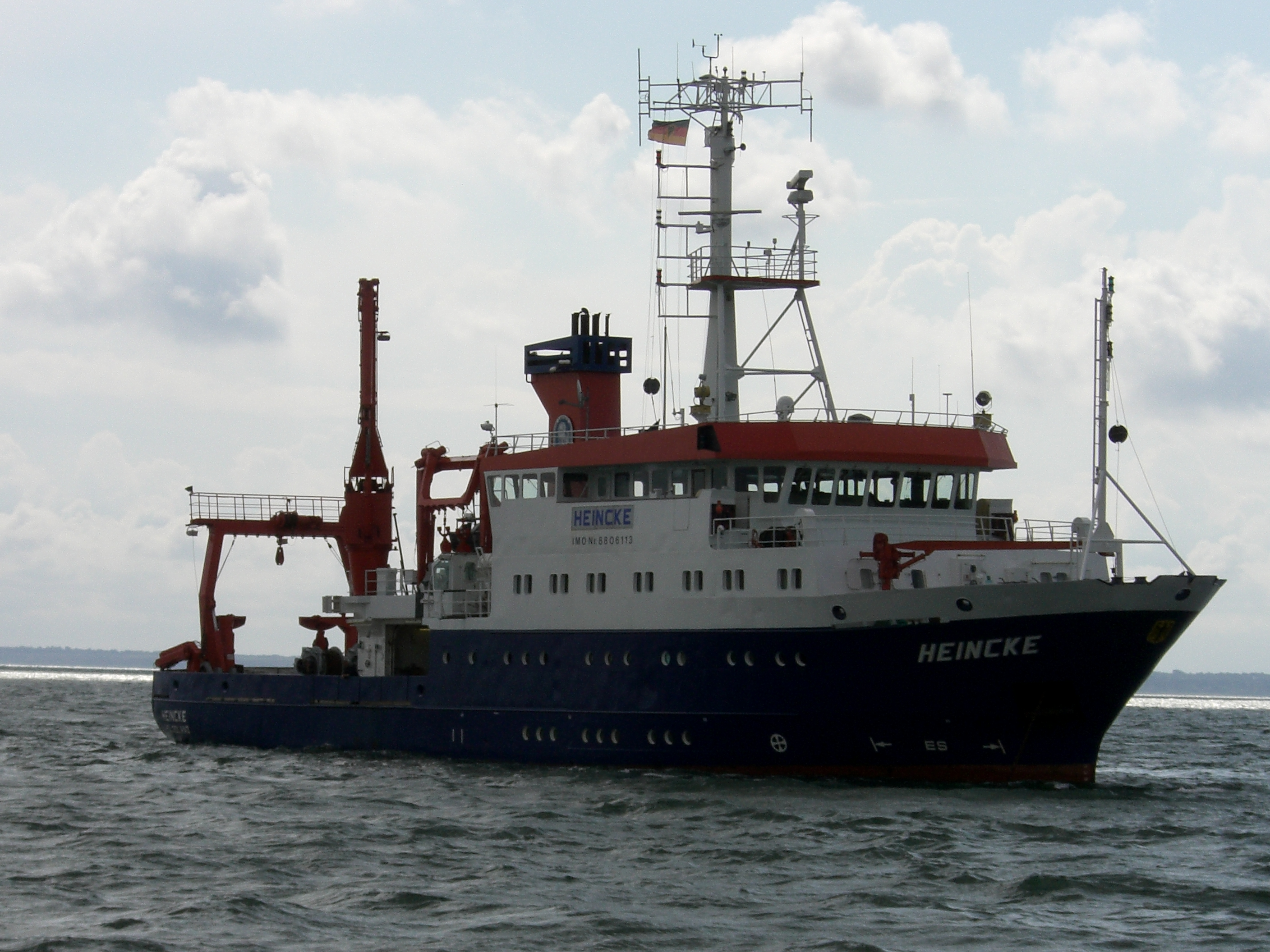
FS Heincke
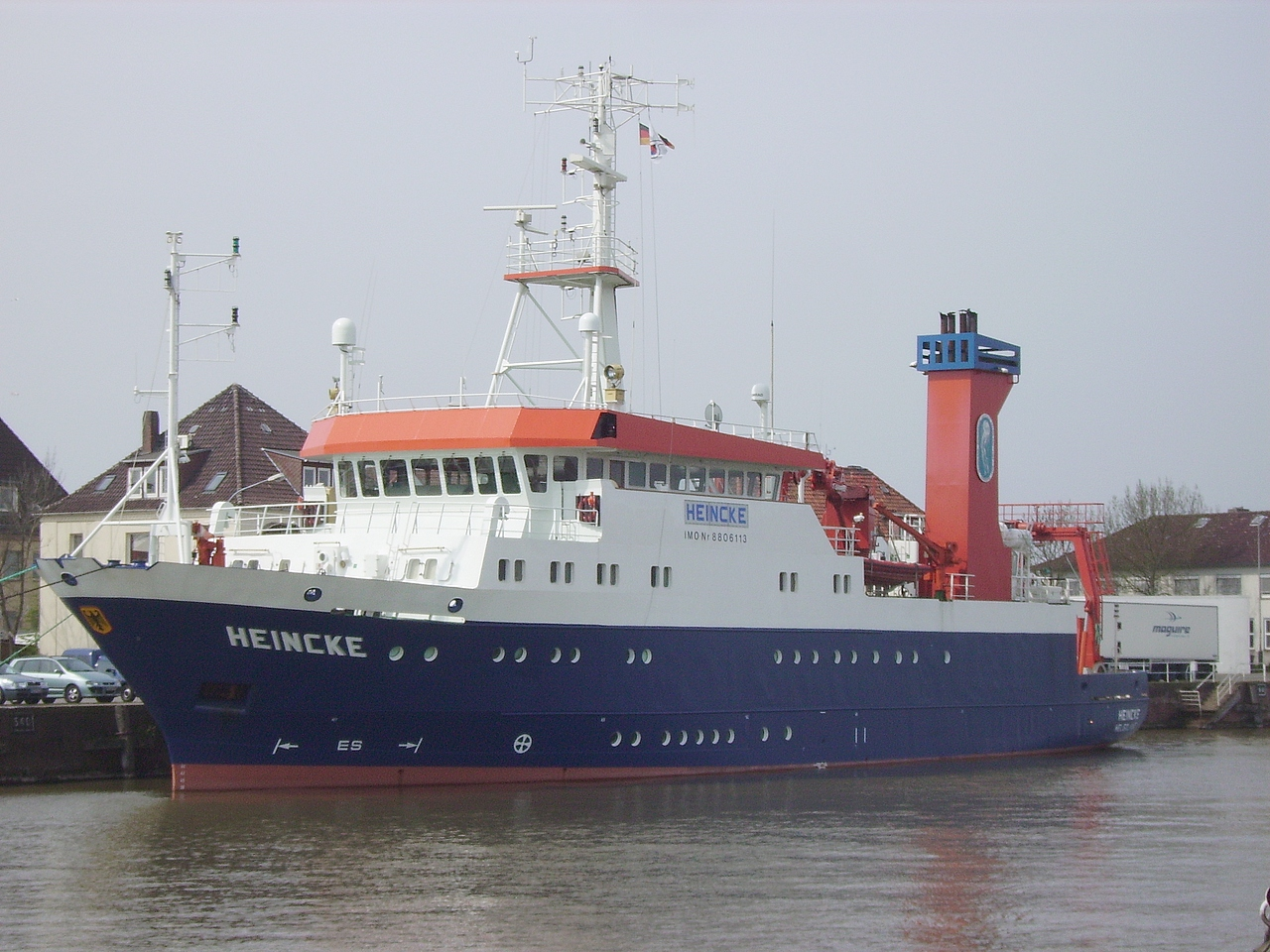
FS Heincke